# Kyoko Kitamura

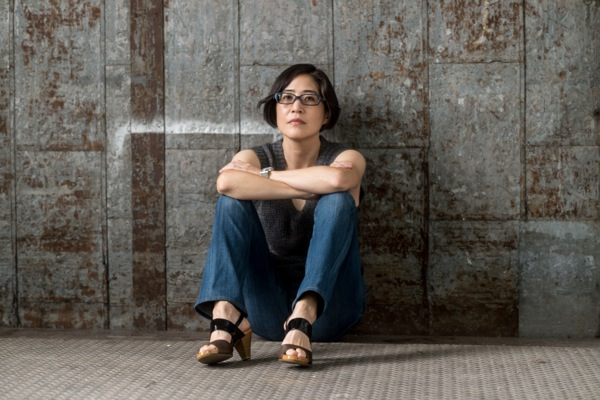
Kyoko Kitamura (2014)

Kyoko Kitamura (jap. 北村 京子, Kitamura Kyouko; * um 1970 in New York City) ist eine US-amerikanische Jazz- und Improvisationsmusikerin (Gesang, Komposition).

## Leben und Wirken
Kitamura wuchs in New York City und in Tokyo auf. Sie erhielt Klavierunterricht am Pre-College der Juilliard School of Music. Zunächst war sie als Fernsehjournalistin für Fuji Television tätig; unter anderem berichtete sie 1990/91 aus dem Golfkrieg und war dann in Paris als Nachrichtenreporterin beschäftigt. Als sie 1997 wieder nach New York zog, arbeitete sie als Magazin-Autorin.
Ab der Jahrtausendwende war Kitamura als Sängerin in der New Yorker Musikszene aktiv, u. a. mit Steve Coleman (Lucidarium, Label Bleu 2004), Jamie Baum, Taylor Ho Bynum, Judi Silvano sowie in den Formationen Electric Percussive Orchestra, Syntactical Ghost und Trance Music Choir. Erste Aufnahmen entstanden 2002 mit dem Laura Andel Orchestra. 2006 entstand ihr Debütalbum Eating Mantis (mit Michael McGinnis, Khabu Doug Young und Tony Moreno). 2010 legte sie ihr Soloalbum Armadillo in Sunset Park vor. Ab dem Jahr 2010 arbeitete sie mit Anthony Braxton, zu hören auf dessen Alben Trillium J, Syntactical GTM Choir (NYC) 2011, 12 Duets (DCWM) 2012, Trillium E, GTM (Syntax) 2017 und Quartet (Standards) 2020. Außerdem war sie Geschäftsführerin von Braxtons Tri-Centric Foundation. 2018 studierte sie Kontrapunkt und Arnold Schönbergs Harmonielehre bei Paul Caputo. Mitte 2018 legte sie das Album Protean Labyrinth mit Eigenkompositionen vor. Gemeinsam mit Tomeka Reid, Taylor Ho Bynum und Joe Morris betreibt sie das kollaborative Quartett Geometry, das bis 2024 vier Alben veröffentlichte. Weiterhin arbeitete sie mit William Parker, mit Cory Smythe und mit Matthew Barney.
Kitamuras 17-minütiger Dokumentarfilm Introduction to Syntactical Ghost Trance Music war 2023 Teil der Darmstädter Festschrift für Anthony Braxton.
Kitamura unterrichtete am Dartmouth College, dem Kaufman Music Center, The New School und ist seit 2022 Gastdozentin am Bennington College.

## Diskographische Hinweise
- Taylor Ho Bynum & Spidermonkey Strings: Madeleine Dreams (Firehouse 12 Records, 2008, mit Pete Fitzpatrick, Jason Kao Hwang, Jessica Pavone, Tomas Ulrich, Joe Daley, Luther Gray)
- Tomeka Reid, Kyoko Kitamura, Taylor Ho Bynum, Joe Morris: Geometry of Caves (Relative Pitch Records, 2018)
- Protean Labyrinth (2018, mit Ingrid Laubrock, Ken Filiano und Dayeon Seok)
- Reid, Kitamura, Bynum & Morris: Geometry of Phenomena (Relative Pitch Records, 2024)